# Goulau (Ort)
Goulau (Gou-lau) ist eine osttimoresische Siedlung im Suco Leolima (Verwaltungsamt Hato-Udo, Gemeinde Ainaro).

## Geographie und Einrichtungen
Goulau ist ein Dorf an der Nordgrenze der Aldeia Goulau, in einer Meereshöhe von 950 m. Im Süden des Dorfes endet die Straße, die aus dem Hauptort von Leolima, dem Siedlungszentrum Hato-Udo kommt. Die Besiedlung dehnt sich bis in das Bergland über 1000 m aus. Der nächste Ort an der Straße ist das Dorf Raibere im Westen der Aldeia. Zu den etwa einen Kilometer entfernten Nachbardörfern im Suco Rotuto im Westen gibt es keine Straße.
Im Ort Goulau befindet sich eine Grundschule und eine Kapelle.